# Miélan
Miélan ist eine französische Gemeinde mit 1132 Einwohnern (Stand 1. Januar 2022) im Département Gers in der Region Okzitanien. Sie gehört zum Arrondissement Mirande und zum Kanton Mirande-Astarac. Die Einwohner heißen Miélanaises.

## Geografie
Miélan liegt etwa 33 Kilometer südwestlich von Auch am Fluss Bouès und am Lac de Miélan. Die Nationalstraße N 21 führt durch den Ort. Früher hatte Miélan einen Bahnhof an der – heute stillgelegten – Bahnstrecke Agen–Tarbes.

## Geschichte
Nach Funden von Sarkophagen scheint die Gegend bereits vor der Gründung der Bastide 1284 durch Philipp III. bzw. seinen Seneschall Eustache de Beaumarchès unter dem Namen La Gleysa besiedelt gewesen zu sein. Bei der Wahl des Namens der Bastide lehnte man sich an den französischen Namen Mailands (Milan) an. 1368–1370 im Hundertjährigen Krieg zerstört, wurde die Ortschaft unter Karl V. von Frankreich wieder aufgebaut.

## Bevölkerungsentwicklung
| Jahr                       | 1962 | 1968 | 1975 | 1982 | 1990 | 1999 | 2006 | 2020 |
| Einwohner                  | 1214 | 1295 | 1325 | 1246 | 1290 | 1258 | 1190 | 1117 |
| Quellen: Cassini und INSEE |      |      |      |      |      |      |      |      |

## Sehenswürdigkeiten

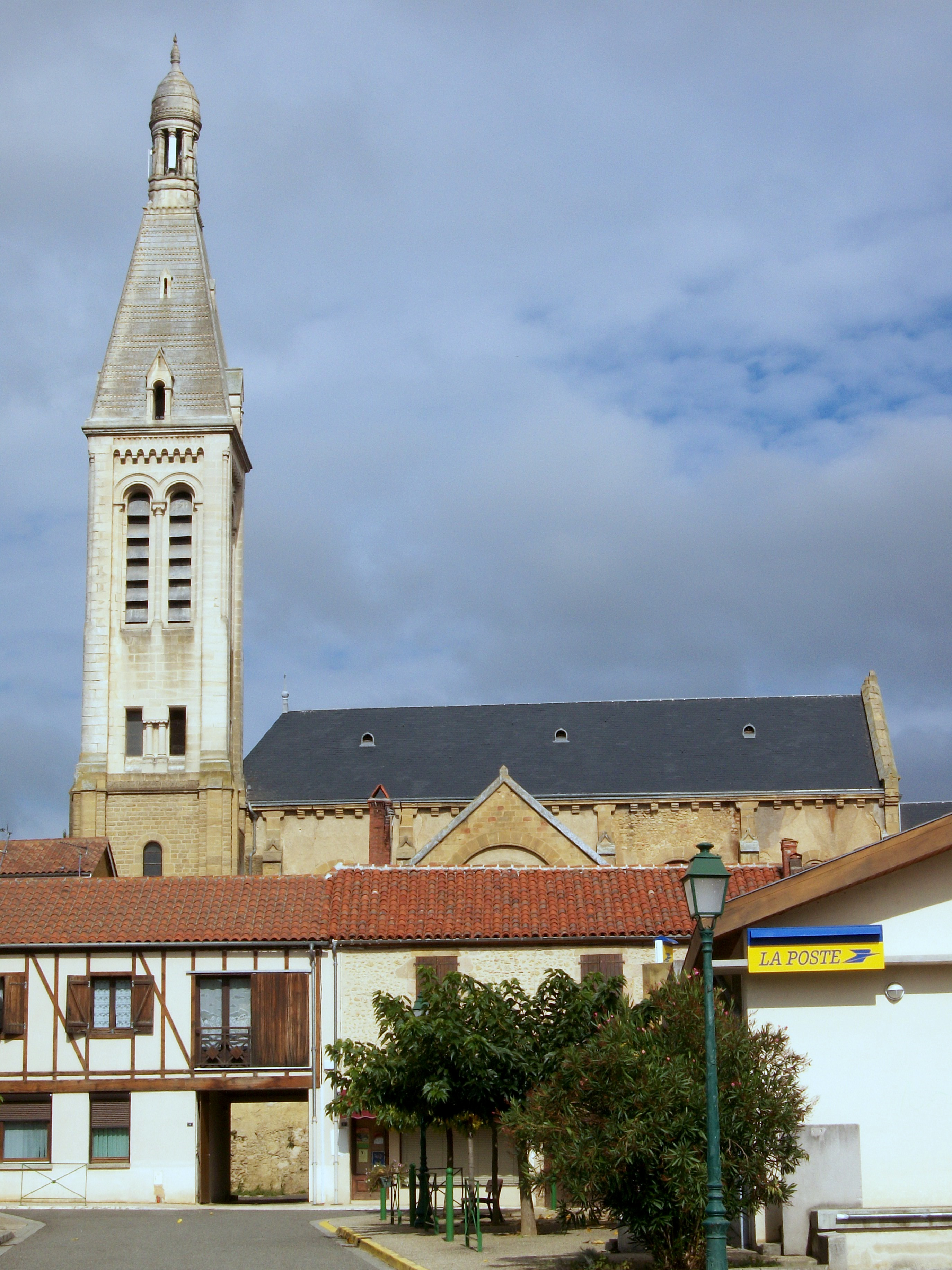
Kirche Saint-Barthélemy
- Fachwerkhäuser
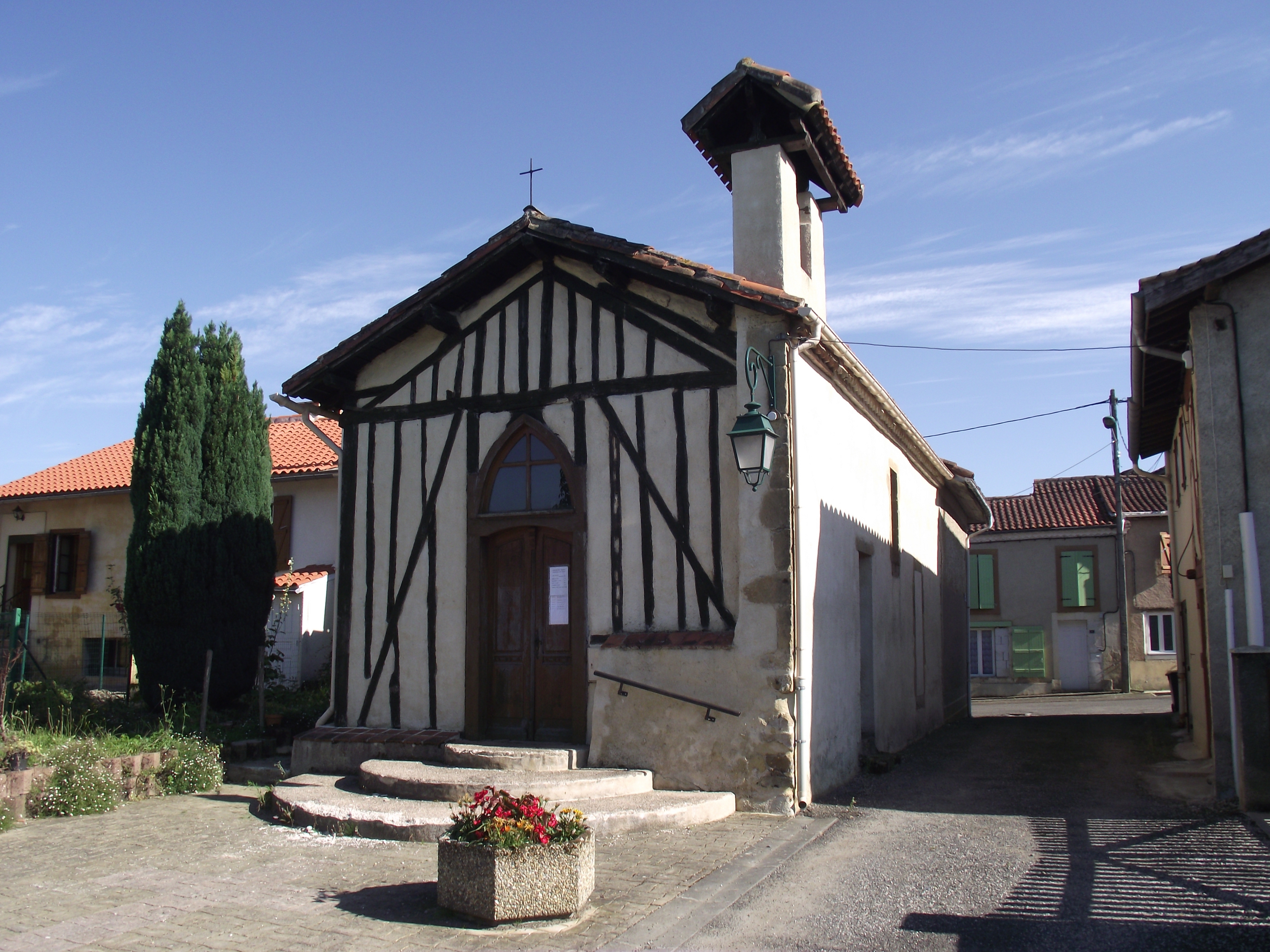
Kapelle Saint-Jean
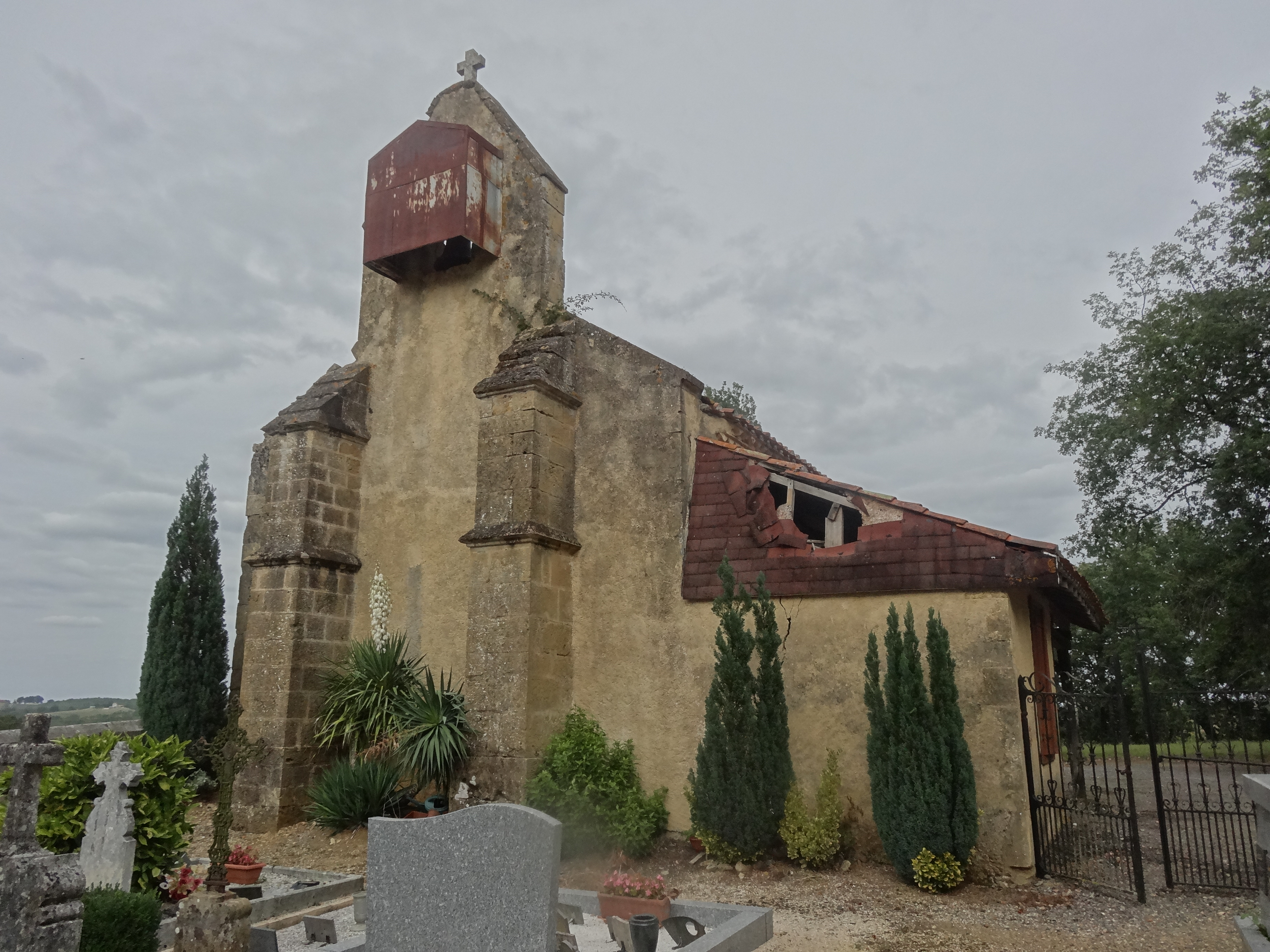
Kapelle Barbas
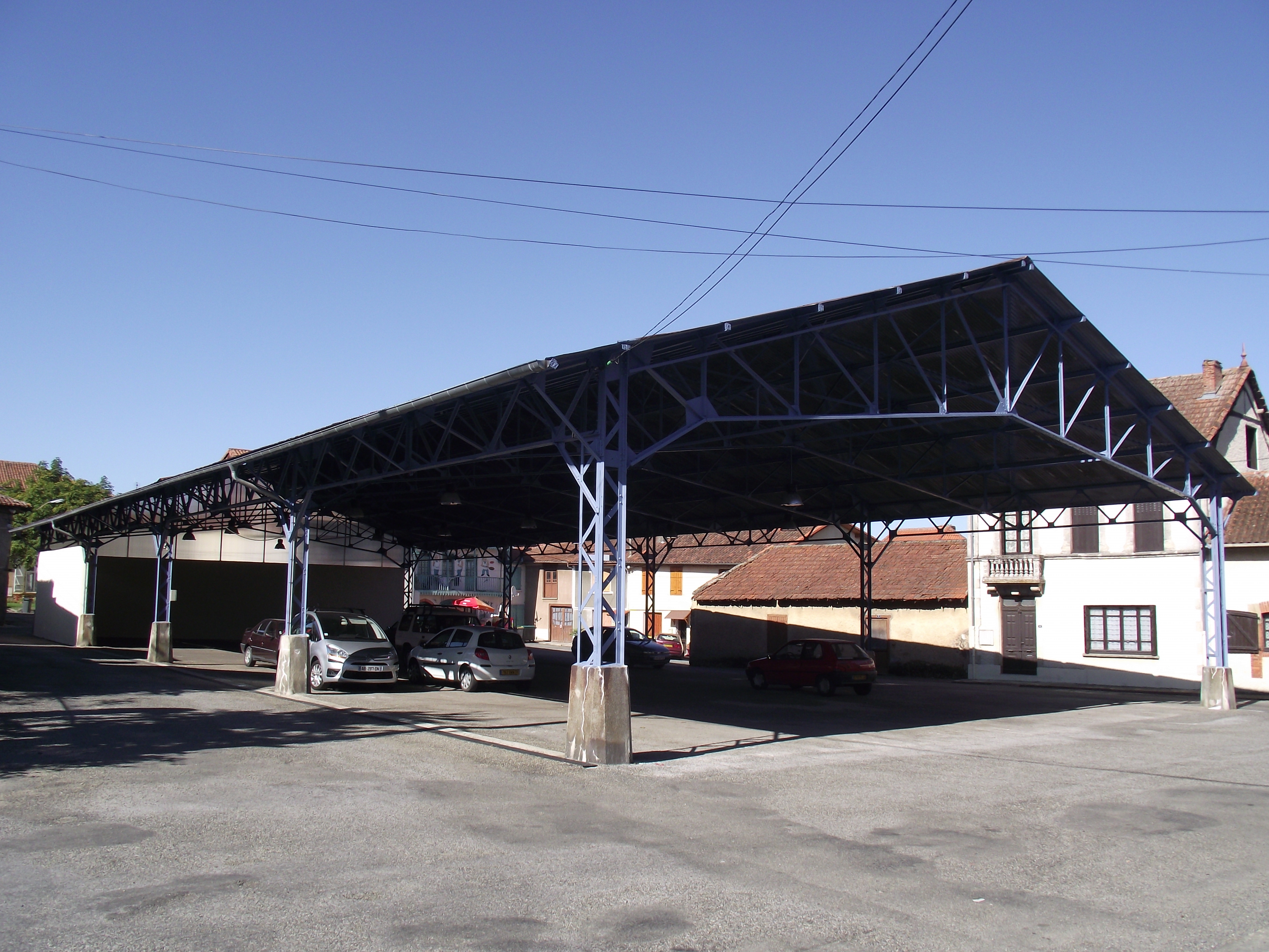
Alte Markthalle
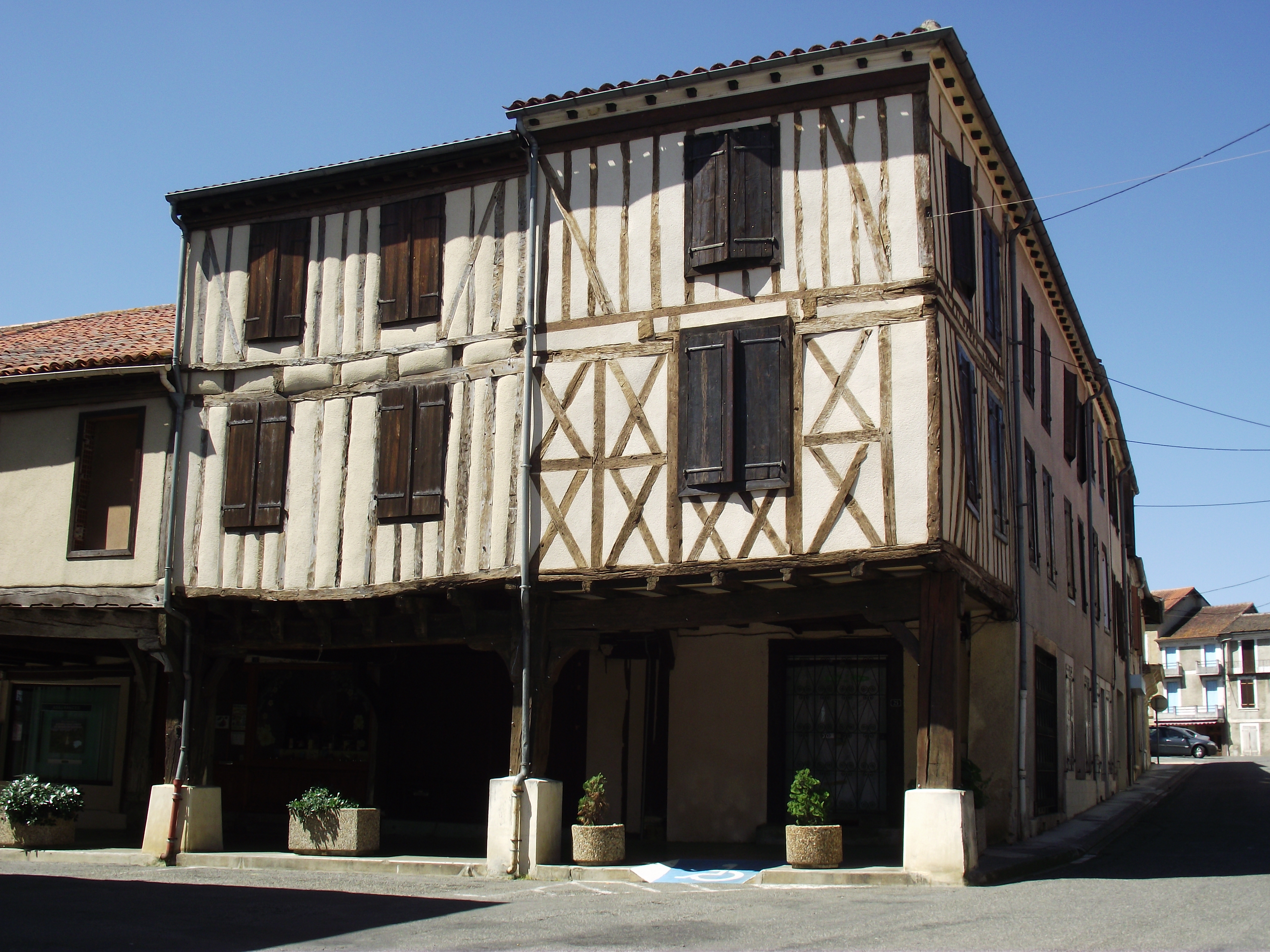
Fachwerkhäuser
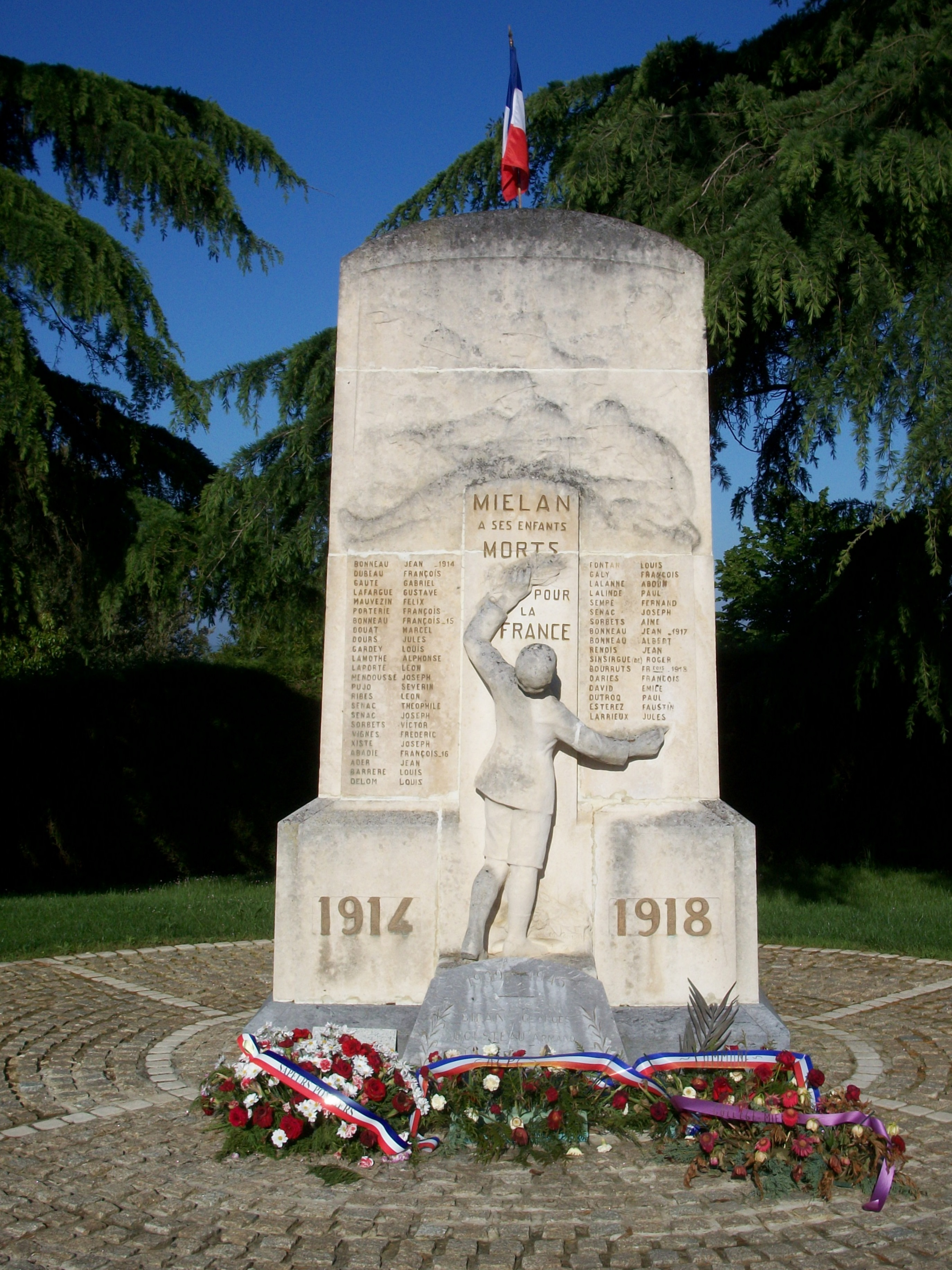
Gefallenendenkmal

- Kirche Saint-Barthélemy
- Kapelle Saint-Jean
- Kapelle Barbas
- Alte Markthalle
- Fachwerkhäuser
- Gefallenendenkmal

## Persönlichkeiten
- Jean-Paul David (1912–2007), Politiker
- Marguerite Dilhan (1876–1956), Juristin